# Bonaventure Le Saulnier du Vauhello
Bonaventure Le Saulnier du Vauhello est un avocat et administrateur briochin, né à Saint-Brieuc le 9 avril 1751, décédé à Lamballe le 21 octobre 1826. 

## Biographie
Bonaventure Yves Xavier Marie Le Saulnier du Vauhello est le fils de  François Nicolas Le Saulnier de la Hautière, seigneur des Tertres, de Trégomeur et du Vauhello, échevin de Saint-Brieuc, et d'Yvonne Claude Aliénor Robert de Granville.
Après avoir navigué sur le Duc de Praslin, vaisseau de la Compagnie des Indes, il séjourne au Bengale. Revenu en France, il intègre la milice bourgeoise de Saint-Brieuc avec le grade de lieutenant, puis de capitaine. 
Attiré par la franc-maçonnerie, il entre, en 1773, dans les loges de la Sincère Union de Châtelaudren puis celle de la Vertu triomphante de Saint-Brieuc où il ne tarde pas à se faire remarquer par ses qualités et obtient le grade (le plus élevé) de Grand Inquisiteur. Son tablier, sa cravate, son insigne en forme de compas et les diplômes de ses grades maçonniques sont conservés par les archives départementales du Finistère.
À l'issue de ses études à l'école de droit de Rennes, il obtient en 1777 sa licence en droit civil et canonique et est admis comme avocat au parlement de Bretagne, charge qu'il exerce jusqu'en 1790, sans doute avec moins d'assiduité à partir de 1778 où il est nommé sénéchal de Plélo.
Connu pour sa modération, on lui confie pendant la période révolutionnaire le rôle de procureur général syndic de Saint-Brieuc (1792-1793). Ses interventions tendront toujours à adoucir le sort des victimes de la répression révolutionnaire et des persécutions religieuses, dans la limite où la loi l'autorise.
Sous la Terreur, il est arrêté, en même temps que son neveu, Julien Le Saulnier de La Saudraye, et que ses deux nièces, Mmes Suasse de Kervégan et de Kermellec, sur ordre du député Jean-Baptiste Carrier. Il restera incarcéré dans les geôles briochines pendant deux ans. À partir de sa libération, en tant qu'avocat, il mettra toute son énergie à plaider la cause des chouans et des émigrés. Il défend notamment Mme Legris-Duval, épouse d'un chef chouan, et Joséphine de Kercadio, fiancée ou épouse (selon les auteurs) du chef chouan Boishardy. En 1795, il est nommé archiviste du district de Saint-Brieuc et le restera jusqu'en 1796, date à laquelle lui fut confiée la tâche d'administrateur de l'hôpital.